# 이선 펙
이선 그레고리 펙(영어: Ethan Gregory Peck, 1986년 3월 2일 ~ )은 미국의 배우이다.

## 주요 출연작품
- 스타 트렉: 디스커버리 - 스팍(Spock)